# Îles Christianá
Les Îles Christianá (en grec moderne : Χριστιανά) forment un petit archipel volcanique situé à environ 20 km au sud-ouest de l'archipel de Santorin.
Il est constitué de trois îles : Christianí (la plus grande), Escháti et Askaniá.

## Présence humaine
L'archipel est aujourd'hui inhabité mais sur Christianí ont été retrouvés des preuves d'activité humaine tels que de vieux murs de pierre, des bâtiments et des vestiges agricoles. Des vestiges préhistoriques de la fin du IIIe millénaire av. J.-C. tels que des poteries ont également été mis au jour.
Sur le plan administratif, l'île appartient au dème de Thíra.

## Nature
La faune comprend un serpent Telescopus fallax, un gecko Mediodactylus kotschyi.
En raison de son isolement et de l'absence de présence humaine, c'est aussi un important lieu de passage pour les oiseaux migrateurs. Les îles sont notamment une zone de reproduction du faucon d'Éléonore.
Côté flore, on trouve des Centaurea raphanina et des liserons.

## Dans la culture
L'île de Christianí est présente à la fin du film Indiana Jones et les aventuriers de l'arche perdue, l'île étant la destination du rituel de l'ouverture de l'arche. Elle peut être aperçue sur une carte lors du trajet pendant une transition, ou juste avant l'arrivée des personnages sur l'île.[réf. nécessaire]

## Galerie

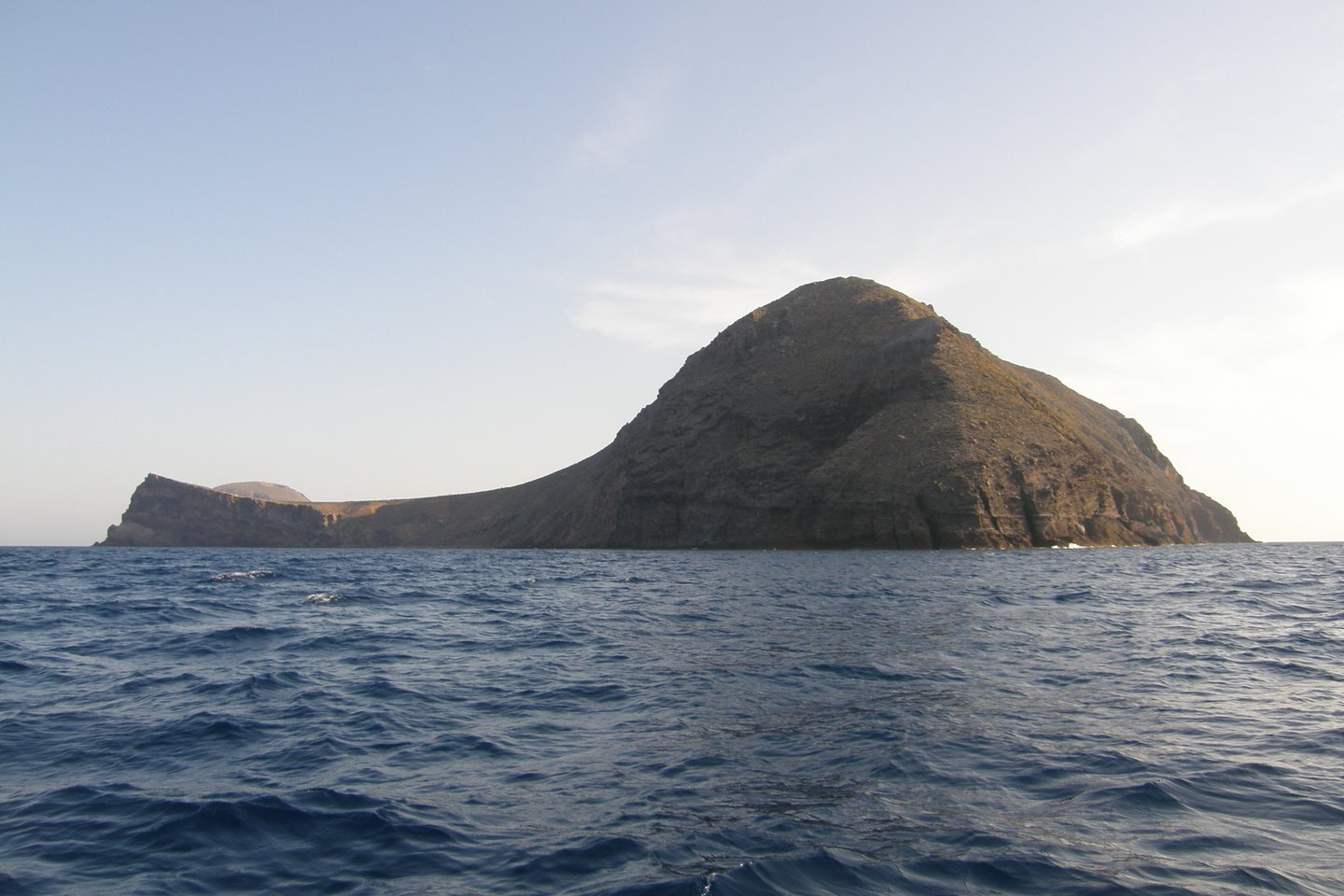
Christianí (Χριστιανή)
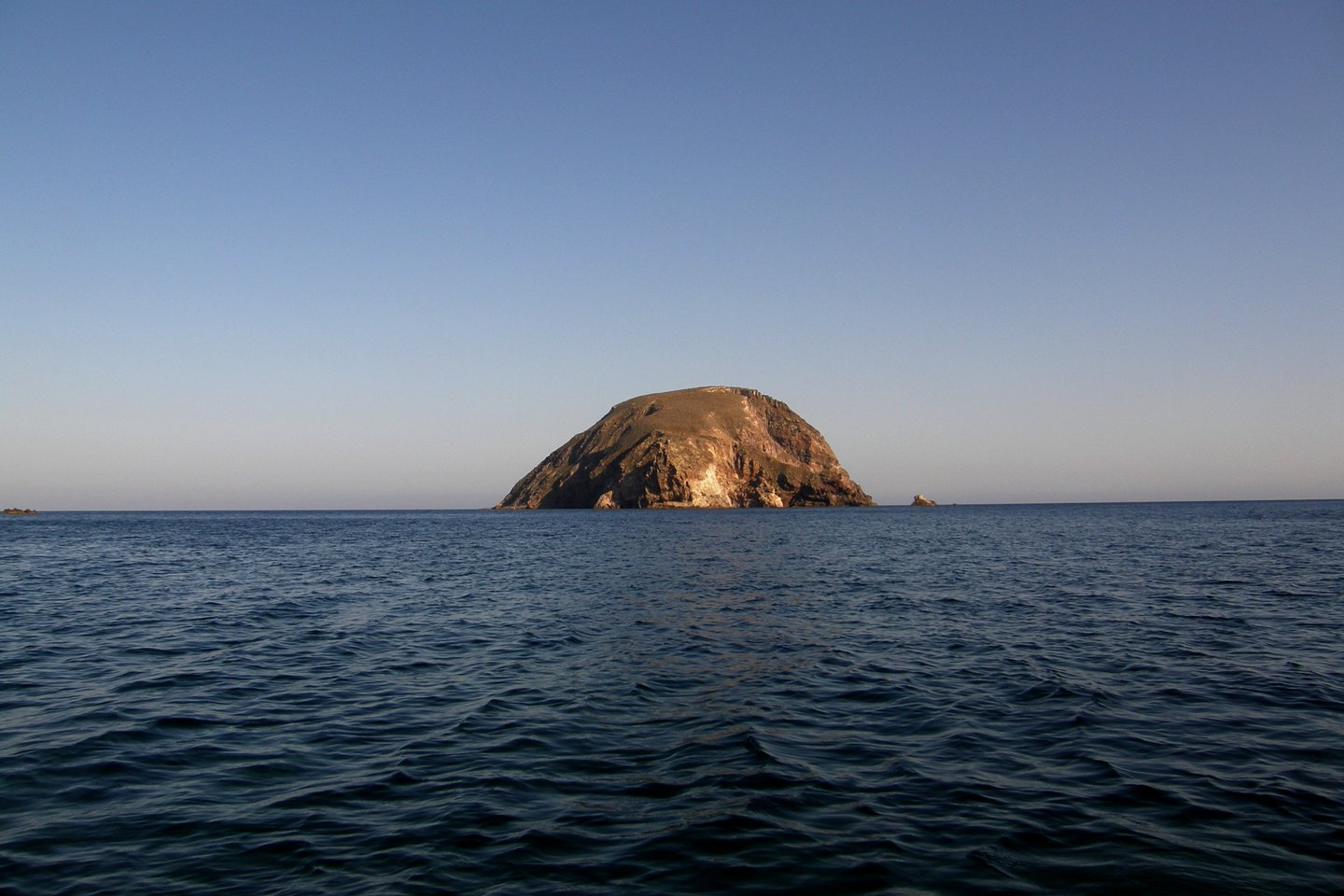
Askaniá (Ασκανιά)
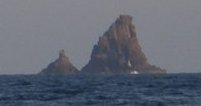
Escháti (Εσχάτη)